# Eurocup 2014-2015 - Regular season
La regular season della Eurocup 2014-15 è iniziata il 14 ottobre e si è conclusa il 17 dicembre 2014.

## Regolamento
Le prime quattro classificate di ogni girone si qualificano per la Last 32.

Nel caso che due o più squadre concludano il girone a parità di punti in classifica, si terrà conto dei seguenti fattori:
1. Vittorie-sconfitte negli scontri diretti.
2. Differenza punti negli scontri diretti.
3. Differenza punti complessiva nella regular season.
4. Punti segnati nella regular season.
5. Somma dei quozienti tra punti segnati e punti subiti in ogni incontro della regular season.

| Qualificata alla Last 32 |
| Eliminata                |

## Conference 1

### Gruppo A

#### Classifica
|    | Squadra         | P.ti | G  | V | P | PF  | PS  | DP  |
| -- | --------------- | ---- | -- | - | - | --- | --- | --- |
| 1. | Strasburgo      | 16   | 10 | 8 | 2 | 742 | 701 | +41 |
| 2. | Bamberger       | 12   | 10 | 6 | 4 | 768 | 672 | +96 |
| 3. | Paris-Levallois | 10   | 10 | 5 | 5 | 753 | 759 | -6  |
| 4. | Saragozza       | 10   | 10 | 5 | 5 | 831 | 812 | +19 |
| 5. | Telekom Bonn    | 8    | 10 | 4 | 6 | 774 | 851 | -77 |
| 6. | Pall. Reggiana  | 4    | 10 | 2 | 8 | 735 | 808 | -73 |

#### Risultati

##### Prima giornata
| Bonn 15 ottobre 2014, ore 19:30 UTC+1 | Bonn | 83 – 86 | Strasburgo |  |

| Bologna 15 ottobre 2014, ore 20:30 UTC+1 | Reggio Emilia | 70 – 67 | Brose Baskets |  |

| Saragozza 15 ottobre 2014, ore 20:30 UTC+1 | Saragozza | 77 – 76 | Paris-Levallois |  |

##### Seconda giornata
| Parigi 21 ottobre 2014, ore 20:30 UTC+1 | Paris-Levallois | 88 – 76 | Reggio Emilia |  |

| Bamberga 22 ottobre 2014, ore 20:00 UTC+1 | Brose Baskets | 104 – 79 | Bonn |  |

| Strasburgo 22 ottobre 2014, ore 20:00 UTC+1 | Strasburgo | 88 – 86 (d.1t.s.) | Saragozza |  |

##### Terza giornata
| Bologna 28 ottobre 2014, ore 20:30 UTC+1 | Reggio Emilia | 59 – 66 | Strasburgo |  |

| Bonn 29 ottobre 2014, ore 19:30 UTC+1 | Bonn | 90 – 88 | Saragozza |  |

| Bamberga 29 ottobre 2014, ore 20:00 UTC+1 | Brose Baskets | 81 – 55 | Paris-Levallois |  |

##### Quarta giornata
| Saragozza 4 novembre 2014, ore 20:30 UTC+1 | Saragozza | 93 – 79 | Reggio Emilia |  |

| Bonn 5 novembre 2014, ore 19:30 UTC+1 | Bonn | 81 – 78 | Paris-Levallois |  |

| Reggio Emilia 5 novembre 2014, ore 20:30 UTC+1 | Strasburgo | 77 – 74 | Brose Baskets |  |

##### Quinta giornata
| Parigi 11 novembre 2014, ore 20:30 UTC+1 | Paris-Levallois | 76 – 61 | Strasburgo |  |

| Bamberga 12 novembre 2014, ore 19:10 UTC+1 | Brose Baskets | 90 – 74 | Saragozza |  |

| Bologna 12 novembre 2014, ore 20:30 UTC+1 | Reggio Emilia | 84 – 85 | Bonn |  |

##### Sesta giornata
| Parigi 18 novembre 2014, ore 20:30 UTC+1 | Paris-Levallois | 90 – 87 | Saragozza |  |

| Bamberga 19 novembre 2014, ore 20:00 UTC+1 | Brose Baskets | 75 – 61 | Reggio Emilia |  |

| Strasburgo 19 novembre 2014, ore 20:00 UTC+1 | Strasburgo | 76 – 48 | Bonn |  |

##### Settima giornata
| Bologna 25 novembre 2014, ore 20:45 UTC+1 | Reggio Emilia | 78 – 72 | Paris-Levallois |  |

| Bonn 26 novembre 2014, ore 19:30 UTC+1 | Bonn | 52 – 71 | Brose Baskets |  |

| Saragozza 26 novembre 2014, ore 20:30 UTC+1 | Saragozza | 71 – 73 (d.1t.s.) | Strasburgo |  |

##### Ottava giornata
| Parigi 2 dicembre 2014, ore 19:30 UTC+1 | Paris-Levallois | 56 – 67 | Brose Baskets |  |

| Strasburgo 3 dicembre 2014, ore 20:30 UTC+1 | Strasburgo | 74 – 66 | Reggio Emilia |  |

| Saragozza 3 dicembre 2014, ore 20:30 UTC+1 | Saragozza | 90 – 75 | Bonn |  |

##### Nona giornata
| Parigi 9 dicembre 2014, ore 20:30 UTC+1 | Paris-Levallois | 87 – 80 (d.t.s.) | Bonn |  |

| Bologna 9 dicembre 2014, ore 20:30 UTC+1 | Reggio Emilia | 75 – 87 | Saragozza |  |

| Bamberga 10 dicembre 2014, ore 20:00 UTC+1 | Brose Baskets | 63 – 70 | Strasburgo |  |

##### Decima giornata
| Strasburgo 16 dicembre 2014, ore 20:30 UTC+1 | Strasburgo | 71 – 75 | Paris-Levallois |  |

| Bonn 17 dicembre 2014, ore 19:30 UTC+1 | Bonn | 101 – 87 | Reggio Emilia |  |

| Saragozza 17 dicembre 2014, ore 20:30 UTC+1 | Saragozza | 78 – 76 | Brose Baskets |  |

### Gruppo B

#### Classifica
|    | Squadra         | P.ti | G  | V  | P | PF  | PS  | DP   |
| -- | --------------- | ---- | -- | -- | - | --- | --- | ---- |
| 1. | Gran Canaria    | 20   | 10 | 10 | 0 | 837 | 704 | +133 |
| 2. | Ostenda         | 12   | 10 | 6  | 4 | 768 | 766 | +2   |
| 3. | Digione         | 12   | 10 | 6  | 4 | 710 | 739 | -29  |
| 4. | Pall. Cantù     | 8    | 10 | 4  | 6 | 738 | 752 | -14  |
| 5. | ASVEL           | 6    | 10 | 3  | 7 | 744 | 791 | -47  |
| 6. | Artland Dragons | 2    | 10 | 1  | 9 | 725 | 770 | -45  |

#### Risultati

##### Prima giornata
| Arbitri: | Sinisa Erceg Robert Vyclicky Renaud Geller |

|            |          |             |
| Holston 18 | Punti    | 15 Green    |
| Holston 7  | Assist   | 5 Green     |
| Hill 5     | Rimbalzi | 10 Andersen |

| Arbitri: | Grzegorz Ziemblicki Sergio Silva Zdravko Rutešić |

|            |          |                |
| Kuric 19   | Punti    | 25 Feldeine    |
| Bellas 5   | Assist   | 7 Johnson-Odom |
| Tavares 13 | Rimbalzi | 7 Buva         |

| Arbitri: | Gianluca Mattioli Markos Michaelides Arnis Ozols |

|          |          |                     |
| Moss 18  | Punti    | 10 Echenique        |
| Walker 6 | Assist   | 9 Đorđević          |
| Mendy 7  | Rimbalzi | 4 quattro giocatori |

##### Seconda giornata
| Cantù 22 ottobre 2014, ore 20:30 UTC+1 | Cantù | 77 – 78 | Artland Dragons |  |

| Ostenda 22 ottobre 2014, ore 20:30 UTC+1 | Ostenda | 76 – 83 | Gran Canaria |  |

| Lione 22 ottobre 2014, ore 20:30 UTC+1 | ASVEL | 77 – 78 | Digione |  |

##### Terza giornata
| Quakenbrück 29 ottobre 2014, ore 19:30 UTC+1 | Artland Dragons | 67 – 75 | Ostenda |  |

| Lione 29 ottobre 2014, ore 20:00 UTC+1 | ASVEL | 78 – 70 | Cantù |  |

| Digione 29 ottobre 2014, ore 20:30 UTC+1 | Digione | 69 – 71 | Gran Canaria |  |

##### Quarta giornata
| Ostenda 5 novembre 2014, ore 20: 30 UTC+1 | Ostenda | 99 – 97 (d.1t.s.) | ASVEL |  |

| Digione 5 novembre 2014, ore 20:30 UTC+1 | Digione | 74 – 66 | Cantù |  |

| Gran Canaria 5 novembre 2014, ore 21:00 UTC+1 | Gran Canaria | 74 – 63 | Artland Dragons |  |

##### Quinta giornata
| Lione 11 novembre 2014, ore 20:30 UTC+1 | ASVEL | 75 – 92 | Gran Canaria |  |

| Quakenbrück 12 novembre 2014, ore 19:30 UTC+1 | Artland Dragons | 76 – 79 (d.t.s.) | Digione |  |

| Cantù 12 novembre 2014, ore 20:30 UTC+1 | Cantù | 68 – 60 | Ostenda |  |

##### Sesta giornata
| Lione 19 novembre 2014, ore 20:30 UTC+1 | ASVEL | 84 – 83 | Artland Dragons |  |

| Cantù 19 novembre 2014, ore 20:30 UTC+1 | Cantù | 63 – 80 | Gran Canaria |  |

| Ostenda 19 novembre 2014, ore 20:30 UTC+1 | Ostenda | 80 – 71 | Digione |  |

##### Settima giornata
| Quakenbrück 25 novembre 2014, ore 19:30 UTC+1 | Artland Dragons | 66 – 68 | Cantù |  |

| Digione 26 novembre 2014, ore 20:30 UTC+1 | Digione | 75 – 58 | ASVEL |  |

| Gran Canaria 26 novembre 2014, ore 21:00 UTC+1 | Gran Canaria | 79 – 70 | Ostenda |  |

##### Ottava giornata
| Ostenda 3 dicembre 2014, ore 19:30 UTC+1 | Ostenda | 84 – 82 | Artland Dragons |  |

| Cantù 3 dicembre 2014, ore 20:30 UTC+1 | Cantù | 79 – 69 | ASVEL |  |

| Gran Canaria 3 dicembre 2014, ore 21:00 UTC+1 | Gran Canaria | 94 – 60 | Digione |  |

##### Nona giornata
| Quakenbrück 10 dicembre 2014, ore 19:30 UTC+1 | Artland Dragons | 81 – 90 | Gran Canaria |  |

| Lione 10 dicembre 2014, ore 20:00 UTC+1 | ASVEL | 70 – 78 | Ostenda |  |

| Cantù 10 dicembre 2014, ore 20:30 UTC+1 | Cantù | 89 – 63 | Digione |  |

##### Decima giornata
| Digione 17 dicembre 2014, ore 20:30 UTC+1 | Digione | 69 – 65 | Artland Dragons |  |

| Ostenda 17 dicembre 2014, ore 20:30 UTC+1 | Ostenda | 83 – 77 | Cantù |  |

| Gran Canaria 17 dicembre 2014, ore 21:00 UTC+1 | Gran Canaria | 73 – 66 | ASVEL |  |

### Gruppo C

#### Classifica
|    | Squadra          | P.ti | G  | V | P | PF  | PS  | DP  |
| -- | ---------------- | ---- | -- | - | - | --- | --- | --- |
| 1. | Virtus Roma      | 14   | 10 | 7 | 3 | 826 | 773 | +53 |
| 2. | Nancy            | 12   | 10 | 6 | 4 | 776 | 742 | +34 |
| 3. | ČEZ Nymburk      | 10   | 10 | 5 | 5 | 771 | 780 | -9  |
| 4. | Siviglia         | 10   | 10 | 5 | 5 | 776 | 757 | +19 |
| 5. | EWE Oldenburg    | 8    | 10 | 4 | 6 | 737 | 737 | 0   |
| 6. | Spirou Charleroi | 6    | 10 | 3 | 7 | 705 | 802 | -97 |

#### Risultati

##### Prima giornata
| Arbitri: | Marek Ćmikiewicz Marko Juras Saso Petek |

|                  |          |             |
| Aleksandrov 22   | Punti    | 16 Urtasun  |
| Kramer 4         | Assist   | 5 Radičević |
| Chubb, Neumann 6 | Rimbalzi | 7 Oriola    |

| Arbitri: | José Ramón García Ortiz Tomislav Vovk Moritz Reiter |

|                   |          |                    |
| Adams 22          | Punti    | 13 Raivio, Simmons |
| Adams 5           | Assist   | 5 tre giocatori    |
| Falker, Piétrus 7 | Rimbalzi | 5 tre giocatori    |

| Arbitri: | Miguel Pérez Pérez Regis Bardera Ilya Putenko |

|              |          |                 |
| Page 15      | Punti    | 26 Triche       |
| Collins 5    | Assist   | 5 Triche        |
| Enobakhare 6 | Rimbalzi | 6 tre giocatori |

##### Seconda giornata
| Nymburk 21 ottobre 2014, ore 18:45 UTC+1 | ČEZ Nymburk | 77 – 71 | EWE Oldenburg |  |

| Siviglia 22 ottobre 2014, ore 20:30 UTC+1 | Siviglia | 80 – 75 | Charleroi |  |

| Roma 22 ottobre 2014, ore 20:45 UTC+1 | Roma | 84 – 79 | Nancy |  |

##### Terza giornata
| Roma 29 ottobre 2014, ore 18:00 UTC+1 | Roma | 84 – 82 | Siviglia |  |

| Nancy 29 ottobre 2014, ore 20:00 UTC+1 | Nancy | 72 – 67 | EWE Oldenburg |  |

| Charleroi 29 ottobre 2014, ore 20:30 UTC+1 | Charleroi | 82 – 73 | ČEZ Nymburk |  |

##### Quarta giornata
| Oldenburg 4 novembre 2014, ore 20:00 UTC+1 | EWE Oldenburg | 72 – 68 | Charleroi |  |

| Nymburk 5 novembre 2014, ore 18:30 UTC+1 | ČEZ Nymburk | 89 – 87 (d.t.s.) | Roma |  |

| Nancy 5 novembre 2014, ore 20:00 UTC+1 | Nancy | 68 – 59 | Siviglia |  |

##### Quinta giornata
| Charleroi 12 novembre 2014, ore 20:30 UTC+1 | Charleroi | 76 – 88 | Nancy |  |

| Siviglia 12 novembre 2014, ore 20:30 UTC+1 | Siviglia | 65 – 66 | ČEZ Nymburk |  |

| Roma 12 novembre 2014, ore 20:45 UTC+1 | Roma | 83 – 81 | EWE Oldenburg |  |

##### Sesta giornata
| Roma 18 novembre 2014, ore 20:45 UTC+1 | Roma | 100 – 69 | Charleroi |  |

| Nymburk 19 novembre 2014, ore 18:30 UTC+1 | ČEZ Nymburk | 89 – 80 | Nancy |  |

| Siviglia 19 novembre 2014, ore 20:30 UTC+1 | Siviglia | 68 – 59 | EWE Oldenburg |  |

##### Settima giornata
| Oldenburg 26 novembre 2014, ore 18:30 UTC+1 | EWE Oldenburg | 84 – 71 | ČEZ Nymburk |  |

| Nancy 26 novembre 2014, ore 20:00 UTC+1 | Nancy | 64 – 76 | Roma |  |

| Charleroi 26 novembre 2014, ore 20:30 UTC+1 | Charleroi | 82 – 72 | Siviglia |  |

##### Ottava giornata
| Nymburk 3 dicembre 2014, ore 18:30 UTC+1 | ČEZ Nymburk | 67 – 73 | Charleroi |  |

| Oldenburg 3 dicembre 2014, ore 20:00 UTC+1 | EWE Oldenburg | 71 – 85 | Nancy |  |

| Siviglia 3 dicembre 2014, ore 20:30 UTC+1 | Siviglia | 98 – 80 | Roma |  |

##### Nona giornata
| Roma 9 dicembre 2014, ore 20:45 UTC+1 | Roma | 78 – 72 | ČEZ Nymburk |  |

| Charleroi 10 dicembre 2014, ore 20:30 UTC+1 | Charleroi | 62 – 75 | EWE Oldenburg |  |

| Siviglia 10 dicembre 2014, ore 20:30 UTC+1 | Siviglia | 85 – 75 | Nancy |  |

##### Decima giornata
| Nymburk 16 dicembre 2014, ore 18:30 UTC+1 | ČEZ Nymburk | 91 – 82 (d.t.s.) | Siviglia |  |

| Oldenburg 17 dicembre 2014, ore 20:00 UTC+1 | EWE Oldenburg | 80 – 66 | Roma |  |

| Nancy 17 dicembre 2014, ore 20:30 UTC+1 | Nancy | 87 – 62 | Charleroi |  |

## Conference 2

### Gruppo D

#### Classifica
|    | Squadra              | P.ti | G  | V | P | PF  | PS  | DP   |
| -- | -------------------- | ---- | -- | - | - | --- | --- | ---- |
| 1. | Chimki               | 16   | 10 | 8 | 2 | 872 | 756 | +116 |
| 2. | Beşiktaş             | 14   | 10 | 7 | 3 | 773 | 705 | +68  |
| 3. | Olimpija Lubiana     | 12   | 10 | 6 | 4 | 800 | 782 | +18  |
| 4. | Zenit S. Pietroburgo | 10   | 10 | 5 | 5 | 808 | 809 | -1   |
| 5. | Szolnoki Olaj        | 6    | 10 | 3 | 7 | 748 | 822 | -74  |
| 6. | VEF Rīga             | 2    | 10 | 1 | 9 | 705 | 832 | -127 |

#### Risultati

##### Prima giornata
| Chimki 15 ottobre 2014, ore 17:30 UTC+1 | Chimki | 94 – 65 | VEF Riga |  |

| Istanbul 15 ottobre 2014, ore 18:30 UTC+1 | Beşiktaş | 68 – 70 | Union Olimpija |  |

| Szolnok 15 ottobre 2014, ore 19:00 UTC+1 | Szolnoki Olaj | 96 – 94 | Zenit San Pietroburgo |  |

##### Seconda giornata
| San Pietroburgo 22 ottobre 2014, ore 17:00 UTC+1 | Zenit San Pietroburgo | 86 – 90 (d.t.s.) | Beşiktaş |  |

| Lubiana 22 ottobre 2014, ore 18:00 UTC+1 | Union Olimpija | 85 – 88 | Chimki |  |

| Riga 22 ottobre 2014, ore 18:30 UTC+1 | VEF Riga | 71 – 61 | Szolnoki Olaj |  |

##### Terza giornata
| San Pietroburgo 29 ottobre 2014, ore 18:00 UTC+1 | Zenit San Pietroburgo | 84 – 70 | VEF Riga |  |

| Istanbul 29 ottobre 2014, ore 19:00 UTC+1 | Beşiktaş | 66 – 64 | Chimki |  |

| Szolnok 29 ottobre 2014, ore 19:00 UTC+1 | Szolnoki Olaj | 80 – 86 | Union Olimpija |  |

##### Quarta giornata
| Lubiana 4 novembre 2014, ore 18:00 UTC+1 | Union Olimpija | 89 – 84 | Zenit San Pietroburgo |  |

| Chimki 5 novembre 2014, ore 17:30 UTC+1 | Chimki | 98 – 84 | Szolnoki Olaj |  |

| Istanbul 5 novembre 2014, ore 18:45 UTC+1 | Beşiktaş | 88 – 71 | VEF Riga |  |

##### Quinta giornata
| Riga 11 novembre 2014, ore 18:30 UTC+1 | VEF Riga | 74 – 83 | Union Olimpija |  |

| Szolnok 11 novembre 2014, ore 19:00 UTC+1 | Szolnoki Olaj | 70 – 73 | Beşiktaş |  |

| San Pietroburgo 12 novembre 2014, ore 18:00 UTC+1 | Zenit San Pietroburgo | 89 – 86 | Chimki |  |

##### Sesta giornata
| San Pietroburgo 19 novembre 2014, ore 18:00 UTC+1 | Zenit San Pietroburgo | 81 – 61 | Szolnoki Olaj |  |

| Riga 19 novembre 2014, ore 19:00 UTC+1 | VEF Riga | 70 – 73 | Chimki |  |

| Lubiana 19 novembre 2014, ore 20:30 UTC+1 | Union Olimpija | 57 – 80 | Beşiktaş |  |

##### Settima giornata
| Chimki 26 novembre 2014, ore 17:00 UTC+1 | Chimki | 105 – 77 | Union Olimpija |  |

| Istanbul 26 novembre 2014, ore 18:45 UTC+1 | Beşiktaş | 87 – 73 | Zenit San Pietroburgo |  |

| Szolnok 26 novembre 2014, ore 19:00 UTC+1 | Szolnoki Olaj | 96 – 84 | VEF Riga |  |

##### Ottava giornata
| Chimki 3 dicembre 2014, ore 17:30 UTC+1 | Chimki | 82 – 78 | Beşiktaş |  |

| Riga 3 dicembre 2014, ore 18:30 UTC+1 | VEF Riga | 66 – 74 | Zenit San Pietroburgo |  |

| Lubiana 3 dicembre 2014, ore 20:30 UTC+1 | Union Olimpija | 89 – 67 | Szolnoki Olaj |  |

##### Nona giornata
| Riga 9 dicembre 2014, ore 18:30 UTC+1 | VEF Riga | 64 – 76 | Beşiktaş |  |

| San Pietroburgo 10 dicembre 2014, ore 18:00 UTC+1 | Zenit San Pietroburgo | 75 – 74 | Union Olimpija |  |

| Szolnok 10 dicembre 2014, ore 19:00 UTC+1 | Szolnoki Olaj | 65 – 79 | Chimki |  |

##### Decima giornata
| Chimki 17 dicembre 2014, ore 17:00 UTC+1 | Chimki | 90 – 68 | Zenit San Pietroburgo |  |

| Istanbul 17 dicembre 2014, ore 19:00 UTC+1 | Beşiktaş | 67 – 68 | Szolnoki Olaj |  |

| Lubiana 17 dicembre 2014, ore 20:30 UTC+1 | Union Olimpija | 90 – 61 | VEF Riga |  |

### Gruppo E

#### Classifica
|    | Squadra          | P.ti | G  | V | P | PF  | PS  | DP  |
| -- | ---------------- | ---- | -- | - | - | --- | --- | --- |
| 1. | Lietuvos rytas   | 16   | 10 | 8 | 2 | 840 | 774 | +66 |
| 2. | Bandırma Banvit  | 12   | 10 | 6 | 4 | 788 | 768 | +20 |
| 3. | Krasnyj Oktjabr' | 12   | 10 | 6 | 4 | 759 | 765 | -6  |
| 4. | Asesoft Ploiești | 10   | 10 | 5 | 5 | 819 | 833 | -19 |
| 5. | Partizan         | 6    | 10 | 3 | 7 | 734 | 774 | -40 |
| 6. | H. Gerusalemme   | 4    | 10 | 2 | 8 | 806 | 827 | -21 |

#### Risultati

##### Prima giornata
| Volgograd 15 ottobre 2014, ore 17:30 UTC+1 | Krasnyj Oktjabr' | 75 – 81 | CSU Asesoft |  |

| Bandırma 15 ottobre 2014, ore 18:00 UTC+1 | Banvit | 80 – 76 | Hapoel Gerusalemme |  |

| Vilnius 15 ottobre 2014, ore 18:30 UTC+1 | Lietuvos rytas | 92 – 65 | Partizan Belgrado |  |

##### Seconda giornata
| Belgrado 22 ottobre 2014, ore 18:00 UTC+1 | Partizan Belgrado | 61 – 77 | Banvit |  |

| Ploiești 22 ottobre 2014, ore 18:30 UTC+1 | CSU Asesoft | 103 – 83 | Lietuvos rytas |  |

| Gerusalemme 22 ottobre 2014, ore 19:30 UTC+1 | Hapoel Gerusalemme | 78 – 79 | Krasnyj Oktjabr' |  |

##### Terza giornata
| Volgograd 29 ottobre 2014, ore 17:30 UTC+1 | Krasnyj Oktjabr' | 63 – 77 | Lietuvos rytas |  |

| Bandırma 29 ottobre 2014, ore 18:00 UTC+1 | Banvit | 81 – 66 | CSU Asesoft |  |

| Gerusalemme 29 ottobre 2014, ore 18:30 UTC+1 | Hapoel Gerusalemme | 82 – 79 | Partizan Belgrado |  |

##### Quarta giornata
| Vilnius 4 novembre 2014, ore 18:00 UTC+1 | Lietuvos rytas | 92 – 80 | Banvit |  |

| Volgograd 5 novembre 2014, ore 17:00 UTC+1 | Krasnyj Oktjabr' | 61 – 59 | Partizan Belgrado |  |

| Ploiești 5 novembre 2014, ore 18:30 UTC+1 | CSU Asesoft | 83 – 74 | Hapoel Gerusalemme |  |

##### Quinta giornata
| Belgrado 12 novembre 2014, ore 18:00 UTC+1 | Partizan Belgrado | 76 – 69 | CSU Asesoft |  |

| Bandırma 12 novembre 2014, ore 18:30 UTC+1 | Banvit | 90 – 75 | Krasnyj Oktjabr' |  |

| Gerusalemme 12 novembre 2014, ore 19:30 UTC+1 | Hapoel Gerusalemme | 70 – 81 | Lietuvos rytas |  |

##### Sesta giornata
| Belgrado 18 novembre 2014, ore 20:45 UTC+1 | Partizan Belgrado | 76 – 85 | Lietuvos rytas |  |

| Ploiești 19 novembre 2014, ore 18:45 UTC+1 | CSU Asesoft | 79 – 96 | Krasnyj Oktjabr' |  |

| Gerusalemme 19 novembre 2014, ore 19:30 UTC+1 | Hapoel Gerusalemme | 78 – 82 | Banvit |  |

##### Settima giornata
| Volgograd 26 novembre 2014, ore 17:30 UTC+1 | Krasnyj Oktjabr' | 69 – 67 | Hapoel Gerusalemme |  |

| Bandırma 26 novembre 2014, ore 18:00 UTC+1 | Banvit | 90 – 85 (d.t.s.) | Partizan Belgrado |  |

| Vilnius 26 novembre 2014, ore 18:00 UTC+1 | Lietuvos rytas | 79 – 72 | CSU Asesoft |  |

##### Ottava giornata
| Belgrado 3 dicembre 2014, ore 18:00 UTC+1 | Partizan Belgrado | 64 – 83 | Hapoel Gerusalemme |  |

| Vilnius 3 dicembre 2014, ore 18:00 UTC+1 | Lietuvos rytas | 82 – 91 | Krasnyj Oktjabr' |  |

| Ploiești 3 dicembre 2014, ore 18:30 UTC+1 | CSU Asesoft | 84 – 74 | Banvit |  |

##### Nona giornata
| Bandırma 10 dicembre 2014, ore 18:00 UTC+1 | Banvit | 66 – 71 | Lietuvos rytas |  |

| Belgrado 10 dicembre 2014, ore 18:00 UTC+1 | Partizan Belgrado | 84 – 70 | Krasnyj Oktjabr' |  |

| Gerusalemme 10 dicembre 2014, ore 19:30 UTC+1 | Hapoel Gerusalemme | 110 – 112 (d.t.s.) | CSU Asesoft |  |

##### Decima giornata
| Volgograd 17 dicembre 2014, ore 17:30 UTC+1 | Krasnyj Oktjabr' | 80 – 68 | Banvit |  |

| Vilnius 17 dicembre 2014, ore 18:00 UTC+1 | Lietuvos rytas | 98 – 88 | Hapoel Gerusalemme |  |

| Ploiești 17 dicembre 2014, ore 18:30 UTC+1 | CSU Asesoft | 65 – 85 | Partizan Belgrado |  |

### Gruppo F

#### Classifica
|    | Squadra          | P.ti | G  | V  | P | PF  | PS  | DP   |
| -- | ---------------- | ---- | -- | -- | - | --- | --- | ---- |
| 1. | Lokomotiv Kuban' | 20   | 10 | 10 | 0 | 795 | 653 | +142 |
| 2. | PAOK Salonicco   | 12   | 10 | 6  | 4 | 726 | 726 | 0    |
| 3. | Karşıyaka        | 12   | 10 | 6  | 4 | 780 | 763 | +17  |
| 4. | Budućnost        | 6    | 10 | 3  | 7 | 784 | 797 | -13  |
| 5. | Zielona Góra     | 6    | 10 | 3  | 7 | 722 | 809 | -87  |
| 6. | Ventspils        | 4    | 10 | 2  | 8 | 665 | 724 | -59  |

#### Risultati

##### Prima giornata
| Ventspils 15 ottobre 2014, ore 18:00 UTC+1 | BK Ventspils | 82 – 75 | Budućnost Podgorica |  |

| Smirne 15 ottobre 2014, ore 19:00 UTC+1 | Pınar Karşıyaka | 81 – 87 (d.1t.s.) | PAOK Salonicco BC |  |

| Zielona Góra 15 ottobre 2014, ore 19:00 UTC+1 | Zielona Góra | 78 – 97 | Lokomotiv Kuban |  |

##### Seconda giornata
| Salonicco 22 ottobre 2014, ore 18:00 UTC+1 | PAOK Salonicco BC | 85 – 66 | Zielona Góra |  |

| Krasnodar 22 ottobre 2014, ore 18:00 UTC+1 | Lokomotiv Kuban | 72 – 60 | BK Ventspils |  |

| Podgorica 22 ottobre 2014, ore 18:30 UTC+1 | Budućnost Podgorica | 79 – 82 | Pınar Karşıyaka |  |

##### Terza giornata
| Krasnodar 28 ottobre 2014, ore 18:00 UTC+1 | Lokomotiv Kuban | 87 – 46 | PAOK Salonicco BC |  |

| Zielona Góra 29 ottobre 2014, ore 18:00 UTC+1 | Zielona Góra | 76 – 90 | Budućnost Podgorica |  |

| Ventspils 29 ottobre 2014, ore 18:00 UTC+1 | BK Ventspils | 72 – 81 | Pınar Karşıyaka |  |

##### Quarta giornata
| Ventspils 5 novembre 2014, ore 18:00 UTC+1 | BK Ventspils | 63 – 66 | PAOK Salonicco BC |  |

| Podgorica 5 novembre 2014, ore 19:00 UTC+1 | Budućnost Podgorica | 63 – 77 | Lokomotiv Kuban |  |

| Smirne 5 novembre 2014, ore 19:00 UTC+1 | Pınar Karşıyaka | 83 – 67 | Zielona Góra |  |

##### Quinta giornata
| Salonicco 12 novembre 2014, ore 18:00 UTC+1 | PAOK Salonicco BC | 80 – 60 | Budućnost Podgorica |  |

| Krasnodar 12 novembre 2014, ore 18:00 UTC+1 | Lokomotiv Kuban | 75 – 63 | Pınar Karşıyaka |  |

| Zielona Góra 12 novembre 2014, ore 19:00 UTC+1 | Zielona Góra | 69 – 79 | BK Ventspils |  |

##### Sesta giornata
| Krasnodar 19 novembre 2014, ore 18:00 UTC+1 | Lokomotiv Kuban | 78 – 68 | Zielona Góra |  |

| Salonicco 19 novembre 2014, ore 18:00 UTC+1 | PAOK Salonicco BC | 74 – 79 | Pınar Karşıyaka |  |

| Podgorica 19 novembre 2014, ore 18:30 UTC+1 | Budućnost Podgorica | 87 – 69 | BK Ventspils |  |

##### Settima giornata
| Zielona Góra 25 novembre 2014, ore 19:00 UTC+1 | Zielona Góra | 84 – 77 | PAOK Salonicco BC |  |

| Ventspils 26 novembre 2014, ore 18:00 UTC+1 | BK Ventspils | 60 – 69 | Lokomotiv Kuban |  |

| Smirne 26 novembre 2014, ore 19:00 UTC+1 | Pınar Karşıyaka | 86 – 78 | Budućnost Podgorica |  |

##### Ottava giornata
| Salonicco 3 dicembre 2014, ore 18:00 UTC+1 | PAOK Salonicco BC | 54 – 68 | Lokomotiv Kuban |  |

| Smirne 3 dicembre 2014, ore 19:00 UTC+1 | Pınar Karşıyaka | 71 – 67 | BK Ventspils |  |

| Podgorica 3 dicembre 2014, ore 19:00 UTC+1 | Budućnost Podgorica | 100 – 85 | Zielona Góra |  |

##### Nona giornata
| Krasnodar 10 dicembre 2014, ore 18:00 UTC+1 | Lokomotiv Kuban | 79 – 76 | Budućnost Podgorica |  |

| Salonicco 10 dicembre 2014, ore 18:00 UTC+1 | PAOK Salonicco BC | 76 – 62 | BK Ventspils |  |

| Zielona Góra 10 dicembre 2014, ore 19:00 UTC+1 | Zielona Góra | 71 – 69 | Pınar Karşıyaka |  |

##### Decima giornata
| Ventspils 17 dicembre 2014, ore 18:00 UTC+1 | BK Ventspils | 51 – 58 | Zielona Góra |  |

| Podgorica 17 dicembre 2014, ore 18:45 UTC+1 | Budućnost Podgorica | 76 – 81 | PAOK Salonicco BC |  |

| Smirne 17 dicembre 2014, ore 19:00 UTC+1 | Pınar Karşıyaka | 85 – 93 | Lokomotiv Kuban |  |